# Frances Rodrigues
Frances Victória Velho Rodrigues (1952) é uma diplomata moçambicana.
Frances Rodrigues nasceu em 1952. Serviu no Ministério dos Negócios Estrangeiros moçambicano desde 1977. Foi embaixadora do seu país na Bélgica, Luxemburgo, Países Baixos, Áustria, e, de 2014 a 2018, na Suécia, Noruega, Finlândia e Islândia. Foi também representante permanente nas Nações Unidas e na Agência Internacional de Energia Atómica.